# Naîgnouma Coulibaly
Naîgnouma Coulibaly (Djacoronoi, 31 maggio 1989) è una cestista maliana con cittadinanza francese.
È la sorella di Mariam Coulibaly.

## Carriera
Con il Mali ha disputato i Giochi olimpici di Pechino 2008, i Campionati del mondo del 2010 e sette edizioni dei Campionati africani (2005, 2007, 2009, 2011, 2013, 2015, 2017).